# NGC 5979
NGC 5979 – mgławica planetarna znajdująca się w konstelacji Trójkąta Południowego. Została odkryta 24 kwietnia 1835 roku przez Johna Herschela. Mgławica ta jest odległa około 11 700 lat świetlnych od Ziemi.